# FAO Food Price Index
Der FAO Food Price Index (FFPI) ist ein Nahrungsmittel-Preisindex der Ernährungs- und Landwirtschaftsorganisation (FAO) der Vereinten Nationen. Er erfasst die Entwicklung der Weltmarktpreise von 55 Agrarrohstoffen und Nahrungsmitteln.

## Konzept
Der handelsgewichtete FAO Food Price Index ist technisch gesehen ein Preisindex und wird nach der Laspeyres-Formel berechnet. Er dokumentiert die Entwicklung der Weltmarktpreise von 55 Agrarrohstoffen und Nahrungsmitteln in US-Dollar. Die Lebensmittel wurden von der Ernährungs- und Landwirtschaftsorganisation (FAO) der Vereinten Nationen in fünf Warengruppen zusammengefasst (Fleisch, Milchprodukte, Getreide, Öle und Fette sowie Zucker).
Bei der Berechnung des Preisindex nach Étienne Laspeyres stammen die gewählten Gewichte (das heißt die Verbrauchsmengen) aus dem Basisjahr. Als Basis dient die Referenzperiode von 2014 bis 2016 (Indexwert 100). Der Index ermittelt den Preis der Warengruppen in der Zusammensetzung des Basisjahres zu Güterpreisen des Berichtsjahres bezogen auf den Preis der gleichen Warengruppen (gleiche Verbrauchsmengen) zu Güterpreisen des Basisjahres. Aus allen Daten berechnet die FAO fünf Teilindizes, die zusammen den Gesamtindex ergeben.
Der FAO Food Price Index wird jeden ersten Donnerstag im Monat veröffentlicht.

## Zusammensetzung
Der Gesamtindex besteht aus folgenden fünf Teilindizes:
- Meat Price Index (Preisindex für Fleisch)
- Dairy Price Index  (Preisindex für Milchprodukte)
- Cereals Price Index  (Preisindex für  Getreide)
- Oils Price Index  (Preisindex für Öle und Fette)
- Sugar Price Index  (Preisindex für Zucker)

## Inflationsindikator
Der FAO Food Price Index (FFPI) gilt als ein Indikator für die zukünftige Entwicklung der Inflation oder die Kostenentwicklung in der Lebensmittelindustrie. Er ist bei einer Trendwende am Markt für Agrarrohstoffe ein guter Frühindikator für den Rentenmarkt, da Agrarrohstoffe in ihrer Tendenz gegenüber den Anleihen einen Vorlauf von drei bis sechs Monaten besitzen. Zwischen den Zinsen der Anleihen und den Preisen für Agrarrohstoffe besteht zeitlich eine enge Verbindung.
Zusammenhänge des FFPI mit dem geometrisch gewichteten U.S. Dollar Index und dem handelsgewichteten Trade Weighted US Dollar Index sind erkennbar. Ein fallender US-Dollar ist gleichzusetzen mit inflationären Tendenzen und tendenziell steigenden Rohstoffpreisen.  Für Europäer ist es genau umgekehrt. Ein starker US-Dollar führt zu einem schwachen Euro (siehe Euro Currency Index und Euro Effective Exchange Rate Index). Bezogen auf die Verknüpfungen zwischen den Märkten bedeutet das einen Gleichlauf von Agrarrohstoffpreisen und Euro.

## Geschichte

### Historischer Überblick

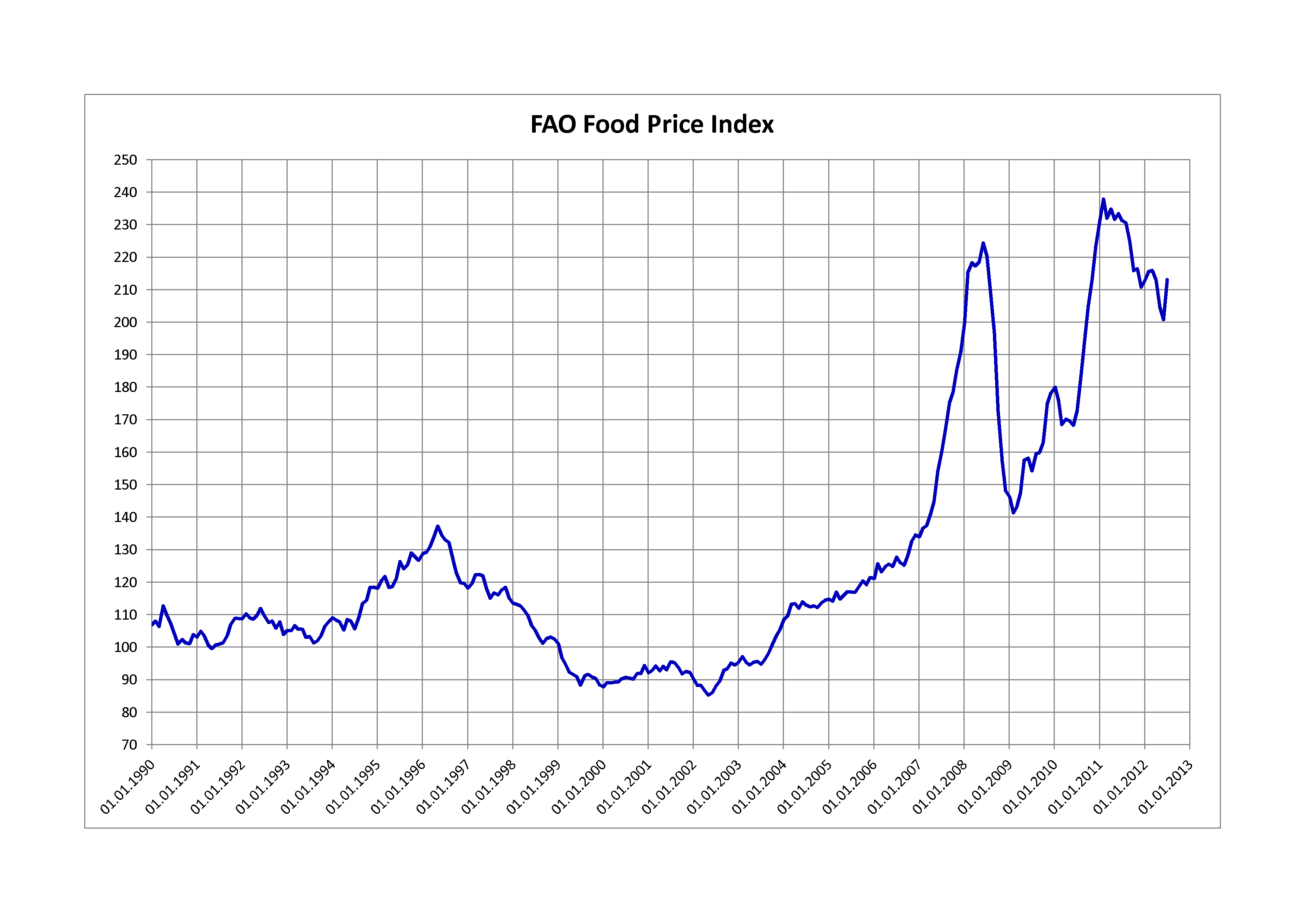
FAO Food Price Index 1990–2012

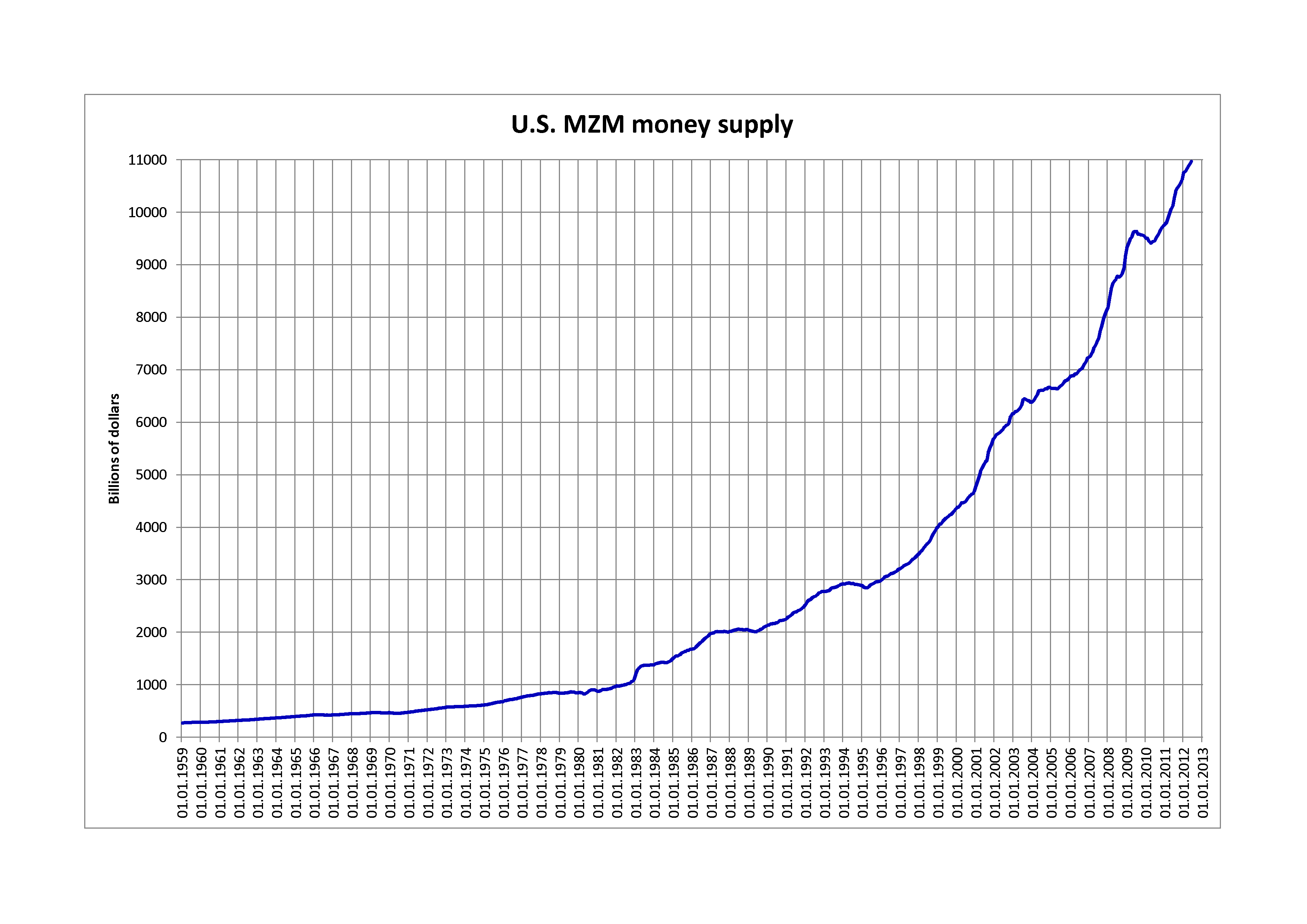
Entwicklung der Geldmenge MZM in den USA von 1959 bis 2012. Die lockere Geldpolitik der Zentralbanken fördert die Spekulationen und Blasenbildungen an den Agrarmärkten.

Der FAO Food Price Index (FFPI) startete im Januar 1990 bei nominal 106,9 Punkten. Bis Mai 1996 stieg er um 28,4 Prozent auf 137,3 Punkte. Im Mai 2002 markierte der Index mit 85,2 Punkten ein Allzeittief.
2007 und 2008 hatten sich wichtige Grundnahrungsmittel, insbesondere Reis, Mais und Weizen drastisch verteuert. Ihre Auslöser bestehen in einer Bündelung von mehreren Faktoren (Trockenheit in Getreide produzierenden Ländern, Anstieg des Ölpreises, Verwendung von Biokraftstoffen, Spekulation und Warentermingeschäfte, mögliche Klimaveränderungen, Exportverbote, abnehmende Lagerbestände). Die tieferliegenden Ursachen für diese weltweite Verteuerung werden nach wie vor debattiert. Während der Nahrungsmittelpreiskrise 2007–2008 stieg der FFPI im Juni 2008 auf einen Rekordstand von 224,4 Punkten. Seit dem Tief von Mai 2002 bedeutet das einen Anstieg um 163,4 Prozent. Als Folge der hohen Weltmarktpreise kam es in vielen Entwicklungsländern zu Aufständen.
Im Verlauf der internationalen Finanzkrise, die 2007 in der US-Immobilienkrise ihren Ursprung hatte, sank der Nahrungsmittel-Preisindex. Im Februar 2009 lag das Tief bei 141,3 Punkten. Der Rückgang seit Juni 2008 liegt bei 37,0 Prozent. Am Weltmarkt für Lebensmittel sind inzwischen ähnlich große Ausschläge bei der Preisbildung zu beobachten, wie sie von Aktien bekannt sind.
Im Februar 2011 erreichte der FFPI mit nominal 237,9 Punkten ein Allzeithoch und lag damit im Durchschnitt über dem Niveau von Juni 2008. Auch inflationsbereinigt markierte der Index einen Höchststand. Die Weltmarktpreise stiegen innerhalb eines Jahres um 35,1 Prozent. Seit dem Allzeittief von Mai 2002 beträgt der Zuwachs 179,2 Prozent. Als Gründe für den Anstieg werden mehrere Faktoren genannt (steigende Weltbevölkerung, wachsende Geldmenge, Spekulationen auf den Agrarmärkten, Ernteausfälle durch Naturkatastrophen, Exportbeschränkungen einiger Länder). Folgen der hohen Lebensmittelpreise sind ein Anstieg der Inflation und der Ausbruch von Unruhen in Teilen der Welt.
Im Zeitraum von 1992 bis 2012 stiegen die Weltmarktpreise für Agrarrohstoffe und Nahrungsmittel im Durchschnitt um nominal 4,8 Prozent pro Jahr. Real, also inflationsbereinigt, lag das Wachstum im gleichen Zeitraum bei jährlich 1,7 Prozent. Von 2002 bis 2012 betrug die weltweite Teuerung im jährlichen Durchschnitt 13,5 Prozent. Real lag der Anstieg der Lebensmittelpreise im gleichen Zeitraum bei 4,5 Prozent pro Jahr. Die weltweite Teuerung zwischen 2007 und 2012 betrug im jährlichen Durchschnitt nominal 6,7 Prozent und real 2,1 Prozent.

### Jährliche Entwicklung
Die Tabelle zeigt die jährlichen Höchst-, Tiefst- und Schlussstände des FAO Food Price Index seit 1990. Aufgeführt ist auch die jährliche Preisentwicklung in Prozent. Bei allen Daten ist zu beachten, dass diese sich auf die nominalen Preise in US-Dollar des jeweiligen Erhebungszeitraumes beziehen, also nicht inflationsbereinigt sind.
| Jahr  | Höchststand | Tiefststand | Schlussstand | Veränderung in % | Jahres- durchschnitt | Veränderung in % |
| ----- | ----------- | ----------- | ------------ | ---------------- | -------------------- | ---------------- |
| 1990  | 112,8       | 100,9       | 103,9        |                  | 105,4                |                  |
| 1991  | 108,9       | 99,5        | 108,8        | 4,7              | 103,6                | −1,7             |
| 1992  | 111,9       | 103,9       | 103,9        | −4,5             | 108,5                | 4,7              |
| 1993  | 107,9       | 101,3       | 107,9        | 3,8              | 104,6                | −3,6             |
| 1994  | 118,5       | 105,3       | 118,5        | 9,8              | 110,6                | 5,7              |
| 1995  | 129,1       | 118,2       | 126,8        | 7,0              | 123,2                | 11,4             |
| 1996  | 137,3       | 119,7       | 119,7        | −5,6             | 129,1                | 4,8              |
| 1997  | 122,4       | 115,1       | 115,1        | −3,8             | 118,5                | −8,2             |
| 1998  | 113,6       | 101,2       | 102,6        | −10,9            | 107,1                | −9,6             |
| 1999  | 101,1       | 88,4        | 88,5         | −13,7            | 92,4                 | −13,7            |
| 2000  | 94,4        | 87,8        | 94,4         | 6,7              | 90,4                 | −2,2             |
| 2001  | 95,5        | 91,7        | 92,2         | −2,3             | 93,4                 | 3,3              |
| 2002  | 95,1        | 85,2        | 94,6         | 2,6              | 89,9                 | −3,7             |
| 2003  | 105,3       | 94,5        | 105,3        | 11,3             | 97,7                 | 8,7              |
| 2004  | 114,4       | 108,5       | 114,4        | 8,6              | 112,4                | 15,0             |
| 2005  | 121,5       | 114,2       | 121,5        | 6,2              | 117,3                | 4,4              |
| 2006  | 134,5       | 121,2       | 134,5        | 10,7             | 126,7                | 8,0              |
| 2007  | 191,0       | 134,0       | 191,0        | 42,0             | 158,7                | 25,3             |
| 2008  | 224,4       | 148,1       | 148,1        | −22,5            | 199,8                | 25,9             |
| 2009  | 178,1       | 141,3       | 178,1        | 20,3             | 156,9                | −21,5            |
| 2010  | 223,3       | 168,2       | 223,3        | 25,4             | 185,3                | 18,1             |
| 2011  | 237,9       | 210,8       | 210,8        | −5,6             | 227,6                | 22,8             |
| 2012¹ | 216,0       | 200,4       | 209,3        | −0,7             | 211,6                | −7,0             |

¹ 31. Dezember 2012